# Obniżenie Milicko-Głogowskie
Obniżenie Milicko-Głogowskie (318.3; także Pradolina Barucko-Głogowska) – makroregion geograficzny stanowiący równoleżnikowy pas obniżeń o charakterze pradolinnym. Położony w północno-zachodniej części Nizin Środkowopolskich. Od południa otoczony jest wzgórzami Dalkowskimi i wałem Trzebnickim, a od północy – Wzniesieniami Zielonogórskimi oraz polodowcowymi wysoczyznami Leszczyńską i Kaliską.
Zajmuje w granicach Polski obszar o powierzchni ok. 3 tys. km².
Wschodnią część regionu określano dawniej jako Pradolinę Baryczy.
Część wschodnia obniżenia powstała prawdopodobnie jako zagłębienie końcowe moren stadium Warty, o czym zdaje się świadczyć występowanie tu dwóch rozległych kotlin: Milickiej na wschodzie i Żmigrodzkiej na zachodzie. Wypełnione są one utworami akumulacji wodnej, częściowo zabagniane. Znajdują się w nich duże stawy rybne o charakterze zbiorników naturalnych.
Zachodnia część obniżenia odwadniana jest przez Odrę, wschodnia – przez jej prawy dopływ – Barycz.
W granicach regionu znajduje się kilka rezerwatów przyrody, w tym rezerwat przyrody Stawy Milickie o powierzchni 5,3 tys. ha. 
Głównymi miastami są Głogów, Milicz, Żmigród i Nowa Sól.
Region dzieli się na cztery części o odmiennym charakterze: 
- Obniżenie Nowosolskie
- Pradolinę Głogowską
- Kotlinę Żmigrodzką
- Kotlinę Milicką (Odolanowską).